# Cefalotina
La cefalotina è un principio attivo del gruppo delle cefalosporine.

## Indicazioni
Il principio attivo è efficace contro infezioni delle vie respiratorie, del tratto urinario e altre.

## Controindicazioni
Controindicata in caso di ipersensibilità nota al farmaco o ai componenti simili.

## Effetti collaterali
Fra gli effetti collaterali nausea, dolore nella sede dell'iniezione.